# Vittarioideae
Vittarioideae es una subfamilia de la familia de helechos Pteridaceae en el orden Polypodiales, clase Polypodiopsida.  Esta subfamilia incluye la anterior familia Adiantaceae y Vittariaceae.
El siguiente diagrama, muestra la relación filogenética entre Vittarioideae y las otras subfamilias de Pteridaceae.
|  | Ceratopteridoideae |
|  |                    |
|  | Pteridoideae       |
|  |                    |

|  | Cheilanthoideae |
|  |                 |
|  | Vittarioideae   |
|  |                 |

|  | Ceratopteridoideae |
|  |                    |
|  | Pteridoideae       |
|  |                    |

|  | Cheilanthoideae |
|  |                 |
|  | Vittarioideae   |
|  |                 |

|  | Ceratopteridoideae |
|  |                    |
|  | Pteridoideae       |
|  |                    |

|  | Cheilanthoideae |
|  |                 |
|  | Vittarioideae   |
|  |                 |

|  | Ceratopteridoideae |
|  |                    |
|  | Pteridoideae       |
|  |                    |

|  | Cheilanthoideae |
|  |                 |
|  | Vittarioideae   |
|  |                 |

## Géneros
- Adiantum
- Ananthacorus
- Anetium
- Antrophyum
- Haplopteris
- Hecistopteris
- Monogramma
- Polytaenium
- Radiovittaria
- Rheopteris
- Scoliosorus
- Vittaria